# Eugènia de York
La princesa Eugènia del Regne Unit (Eugenie Victòria Helena; 23 de març de 1990, Londres, Regne Unit) és la segona filla del príncep Andreu, duc de York i la seva exdona, Sarah, duquessa de York. És, per tant, membre de la família reial britànica i la quarta neta de la reina Elisabet II.
Com neta de la monarca britànica en línia paterna, Eugènia va néixer com a princesa del Regne Unit amb el tractament d'altesa reial, i, per tant, el seu títol va ser: La seva altesa reial la princesa Eugènia de York. A causa del seu matrimoni amb Jack Brooksbank el 12 d'octubre de 2018, va perdre la designació territorial del seu pare "de York" i ara el seu tractament és: La seva altesa reial la princesa Eugènia. Eugènia és la novena en la línia de successió al tron britànic.

## Biografia

### Naixement i família
La princesa Eugènia va néixer a l'Hospital Portland, a Londres, el 23 de març de 1990. El seu pare és el príncep Andreu, duc de York, el tercer fill i el segon home de la reina Isabel II i del príncep Felip, duc d'Edimburg. La seva mare és Sarah, duquessa de York, la filla del difunts Ronald Ivor Ferguson i Susan Barrantes (anteriorment Susan Mary Wright). Té una germana gran, la princesa Beatriu de York, nascuda el 1988.
Els seus noms, així com títols i tractament reial, van ser anunciats set dies després del seu naixement.
Els seus pares, el príncep Andreu de York, i Sarah Ferguson, duquessa de York, es van separar el 1992, i es van divorciar definitivament el 1996; quan ella tenia 6 anys. Tots dos han mantingut una relació amistosa des de llavors, i des del primer moment van tenir la custòdia compartida de les seves dues filles.

### Bateig
Va ser batejada el 23 de desembre de 1990, a l'església de Santa Maria Magdalena de Sandringham, sent la primera nadó reial a tenir un bateig públic. A més, és l'única neta de la reina Isabel II que no va rebre les aigües baptismals a la font baptismal Lily. Va ser batejada pel bisbe de Norwich i els seus padrins van ser James Ogilvy (cosí segon del seu pare); el capità Alastair Ross; la senyora Sue Ferguson (la seva aviastra); la senyora Julia Dodd-Noble, i la senyoreta Louise Blacker.
Noms
- Eugènia (Eugenie): En honor de la reina Victòria Eugènia d'Espanya, neta de la reina Victòria del Regne Unit.
- Victoria: En honor de la reina Victòria del Regne Unit.
- Elena (Helena): En honor de la princesa Elena del Regne Unit.

### Educació
Va començar la seva etapa escolar el 1992, acudint a l'escola de pàrvuls Winkfield Montessori a Surrey. L'any següent i fins a 1995, va assistir al col·legi Upton House School, a Windsor. Després, va assistir al col·legi de Coworth Park a Surrey, des de 1995 fins 2001; i a St. George School des de 2001 fins a 2003.1 Va realitzar els seus estudis de secundària a l'internat Marlborough College, a Wiltshire. Després de finalitzar la secundària, el 2008, la princesa es va prendre un any sabàtic abans de començar els seus estudis universitaris. Eugènia va estudiar història de l'art i literatura anglesa a la Universitat de Newcastle, on es va llicenciar el 2012.

### Carrera Professional
Després de llicenciar-se, va estar un període de pràctiques a la seu de Londres de la prestigiosa casa de subhastes Christie's.
En 2013 es va mudar a Nova York, Estats Units, per treballar per Paddle8, una galeria d'art en la qual se celebren subhastes d'obres d'art en línia. Alexander Gilkes, propietari de la firma, manté des de fa temps amistat amb Eugènia. El seu sou era l'equivalent a 1.500 euros nets al mes (30.000 euros bruts a l'any).
Al juliol de 2015, es va traslladar de nou a Londres, per treballar com a ajudant de direcció de la galeria d'art Hauser & Wirth, situada a la capital britànica. En 2017 va ser ascendida a directora de la galeria.

### Salut
A l'octubre de 2002 la princesa Eugènia, llavors de dotze anys, es va sotmetre a una important operació de cirurgia a la columna vertebral en la Royal National Orthopaedic Hospital de Londres per corregir la seva escoliosi. Recuperada totalment, no s'espera que passi per cap altra operació.

## Matrimoni i descendència

### Compromís
El 22 de gener de 2018 va ser anunciat el compromís de la princesa amb l'home de negocis Jack Brooksbank, després de set anys de relació. Ambdós es van conèixer a través d'amics comuns en un resort d'esquí a Verbier, Suïssa; ciutat en la qual Brooksbank treballava en aquest moment. Brooksbank li va demanar matrimoni mentre estaven de vacances a Nicaragua.
Fins 2018, solia viure al Royal Lodge amb la família. A l'abril de 2018 i com a anticipació a les noces, la parella es va mudar al palau de Kensington.

### Matrimoni
El casament reial entre Eugènia de York i Jack Brooksbank va tenir lloc el 12 d'octubre de 2018 a la Capella de Sant Jordi del Castell de Windsor; la mateixa en la qual abans s'havien casat altres membres de la família reial com el príncep Carles i Camilla Parker-Bowles, el príncep Eduard i Sophie Rhys-Jones, o el príncep Enric i Meghan Markle.
Després del seu casament conserva el títol de princesa tot i que ha hagut de renunciar al seu títol territorial, "de York". Ara és "La seva Altesa Reial la princesa Eugènia, Sra. Brooksbank". A més, el seu marit no va rebre cap títol per part de la reina Isabel II.

## Princesa de York
Eugènia porta a terme poques funcions oficials, i no rep cap compensació econòmica per part de la reina. Tot i així, fa aparicions amb la família reial en esdeveniments importants per al país com, casaments de la família, la cerimònia Trooping the Colour, i la celebració de l'aniversari de la reina, entre d'altres.
Les seves poques aparicions públiques solen estar relacionades amb organitzacions benèfiques amb les que col·labora, entre les quals es troben Teenage Cancer Trust i Children in Crisi. El 2012, aquesta última es va fusionar amb l'organització Street Child, de la qual Eugènia és ambaixadora. El seu primer acte en solitari va ser el 2008, quan va inaugurar un departament de l'associació Teenage Cancer Trust a Leeds.En juny de 2016 va ser nomenada ambaixadora d'aquesta organització amb la seva germana.
Des d'abril de 2012 és ambaixadora del Hospital's Redevelopment Apeeal. També és ambaixadora del Teatre Coronet des de novembre de 2016, de l'Escola Europea d'Osteopatia des d'abril de 2017, i de l'ONG Elephant Family, que està presidida pels seus oncles, el príncep Carles i la duquessa de Cornualla. El 2014, amb la joieria Daisy London Jewellery, va dissenyar un braçalet d'edició limitada els beneficis van ser donats a l'Hospital Royal National Orthopaedic.
El gener de 2013, amb la seva germana Beatriu, va visitar Berlín i Hannover per dur a terme diversos compromisos. Entre ells, van representar a la reina Isabel II a la reobertura de l'antic Palau Reial de Herrenhausen, que va ser bombardejat per la Força Reial Aèria durant la Segona Guerra Mundial.
En 2017 es va convertir en ambaixadora de l'Artemis Council de Nova York, per potenciar i donar suport a les dones artistes. En 2018 va començar a ser ambaixadora del Projecte 0, una organització benèfica que, juntament amb Sky Ocean Rescue, se centra en protegir els oceans dels residus plàstics. Al juliol de 2018, com a directora del Col·lectiu Anti-Esclavitud, la princesa va donar un discurs per tractar el final de l'esclavitud moderna a la seu central de l'ONU a Nova York, en el marc del NEXUS Global Summit.